# 山田陽
山田 陽（やまだ はる、1966年〈昭和41年〉 - ）は、アニメーションの音響監督、ミキサー。有限会社サウンドチーム・ドンファン代表取締役。東京都出身。

## 来歴
東京テレビセンターを経て、2003年、はたしょう二、えびなやすのりと共に、アニメーション音響制作を目的に音響制作会社『サウンドチーム・ドンファン』を設立。
長編アニメーション映画『君の名は。』などを制作したコミックス・ウェーブ・フィルム制作作品（特に新海誠監督作品、整音兼任の場合もある。）や『ヱヴァンゲリヲン新劇場版』シリーズをはじめとするカラー制作作品にしばしば携わっている。

## 主な参加作品
※ 特記のない限り全て音響監督としての参加

### テレビアニメ
- 2001年 
  - ちっちゃな雪使いシュガー（整音）
- 2002年 
  - あずまんが大王（録音調整）
  - ゲートキーパーズ21（調整）
  - ぴたテン（録音） ※1話のみ、はたしょう二と共同
- 2003年 
  - 住めば都のコスモス荘 すっとこ大戦ドッコイダー（録音エンジニア）
- 2004年 
  - 双恋（録音エンジニア）
  - ゆめりあ（録音）
- 2005年 
  - ギャラリーフェイク（サウンドエンジニア）
- 2006年 
  - 無敵看板娘（録音調整）
- 2007年 
  - ミュータント タートルズ（声音（初代・３代目）→整音（２代目））
  - おおきく振りかぶって（録音調整）
  - 天才? Dr.ハマックス （録音・調整）
  - もやしもん（録音調整）
- 2008年 
  - かんなぎ（録音調整）
  - 黒執事（音響調整）
  - Peeping Life（Sound&Effect）
- 2009年 
  - 戦う司書 The Book of Bantorra （音響調整）
- 2010年 
  - おおきく振りかぶって ～夏の大会編～（録音調整）
  - 黒執事II（音響調整）
  - まじっく快斗（録音調整）
- 2011年 
  - けものおと。（録音調整）
  - 30歳の保健体育
  - 殿といっしょ 眼帯の野望
  - 輪るピングドラム ※幾原邦彦と共同
- 2012年 
  - おしりかじり虫（録音）
  - 戦国コレクション　※録音調整も兼任
  - もやしもん リターンズ（録音調整）
- 2013年 
  - おしりかじり虫 第2シリーズ（録音）
  - 絶対防衛レヴィアタン（録音調整）
  - BROTHERS CONFLICT
  - メガネブ!
- 2014年 
  - Wake Up, Girls!（録音調整）
  - おしりかじり虫 第3シリーズ（録音）
  - ガールフレンド（仮）
  - ガンダムさん
  - 超爆裂異次元メンコバトル ギガントシューター つかさ
  - ハイキュー!!（録音調整）
  - ブラック・ブレット ※整音も兼任
  - ワールドフールニュース ※録音・調整も兼任
- 2015年 
  - おしりかじり虫 第4シリーズ（録音）
  - それが声優!（録音）
  - ハイキュー!! セカンドシーズン （録音調整）
  - Peeping Life TV シーズン1 ??
  - 北斗の拳 イチゴ味
  - ユリ熊嵐 ※幾原邦彦と共同、整音も兼任
- 2016年 
  - この男子、魔法がお仕事です。
  - フラワーリングハート
  - 旅街レイトショー
  - RS計画 -Rebirth Storage-
  - ユーリ!!! on ICE（録音調整）
- 2017年 
  - 恋するシロクマ
  - メイドインアビス
  - 龍の歯医者（音響演出）
  - アニ×パラ〜あなたのヒーローは誰ですか〜 episode1 ブラインドサッカー
- 2018年
  - 少女☆歌劇 レヴュースタァライト
  - BANANA FISH
  - ひそねとまそたん
  - 色づく世界の明日から
- 2019年
  - さらざんまい ※幾原邦彦と共同
- 2020年
  - 虚構推理
- 2021年
  - 白い砂のアクアトープ[5]
- 2022年
  - あたしゃ川尻こだまだよ〜デンジャラスライフハッカーのただれた生活〜
- 2023年
  - オチビサン
- 2024年
  - メタリックルージュ
  - 魔王の俺が奴隷エルフを嫁にしたんだ、どう愛でればいい？
- 2025年
  - 真・侍伝 YAIBA
  - 機動戦士Gundam GQuuuuuuX[6]

### OVA
- 2005年
  - おとぎ銃士 赤ずきん（アフレコミキサー）
- 2012年
  - この男子、人魚ひろいました。 ※整音も兼任
- 2013年
  - 暗殺教室 ※整音も兼任
  - Peeping Life - 手塚プロ・タツノコプロワンダーランド アニメバンチョー版-（Sound&Effect）
  - Peeping Life - ユーチューバーくん -（Sound&Effect）
- 2014年
  - 姉ログ 靄子姉さんの止まらないモノローグ
  - BROTHERS CONFLICT
- 2015年
  - ハイキュー!! リエーフ見参！ （録音調整）
- 2023年
  - EVANGELION:3.0（-46h）※整音も兼任
  - EVANGELION:3.0（-120min.）※整音も兼任

### 劇場アニメ
- 2003年
  - 劇場版ポケットモンスター アドバンスジェネレーション 七夜の願い星 ジラーチ（フォーリー） ※野口透、神原聖と連名
- 2009年
  - ヱヴァンゲリヲン新劇場版:破（台詞演出）[1]
- 2011年
  - 星を追う子ども（アフレコ録音）
- 2012年
  - ヱヴァンゲリヲン新劇場版:Q（台詞演出）[1]
  - 巨神兵東京に現わる（整音）
- 2013年
  - 言の葉の庭（音響監督） ※整音も兼任
- 2014年
  - Wake Up, Girls! 七人のアイドル（録音調整）
  - Peeping Life - WE ARE THE HERO -
- 2015年
  - Wake Up, Girls! 青春の影（音響調整）
  - Wake Up, Girls! Beyond the Bottom（音響調整）
- 2016年
  - 機動警察パトレイバーREBOOT
  - 君の名は。（音響監督）※整音も兼任
- 2019年
  - 劇場版総集編メイドインアビス【前編】旅立ちの夜明け
  - 劇場版総集編メイドインアビス【後編】放浪する黄昏
  - 薄暮（音響演出）
  - 天気の子（音響監督）※整音も兼任
- 2021年
  - シン・エヴァンゲリオン劇場版𝄇（台詞演出）[7]
  - 劇場版 少女☆歌劇 レヴュースタァライト
  - さよなら、ティラノ ※整音も兼任
- 2022年
  - すずめの戸締まり（音響監督）※整音も兼任
- 2023年
  - しん次元! クレヨンしんちゃん THE MOVIE 超能力大決戦 〜とべとべ手巻き寿司〜（台詞演出、整音）
- 2025年
  - 不思議の国でアリスと -Dive in Wonderland-（音響監督）[8][9]

### Webアニメ
- 2006年
  - あゆまゆ劇場（サウンドエンジニア） ※名倉靖、椎原操志と連名
- 2012年
  - 端ノ向フ
- 2013年
  - 熱血探偵事務所
  - 桃屋×Peeping Life ご縁ですよ！（Sound&Effect）
  - 桃屋×Peeping Life ご縁ですよ！ SEASON II -OKAWARI-（Sound&Effect）
  - 奴との遭遇（整音）
  - ワールドフールニュース（Sound&Effect）
- 2014年
  - 日本アニメ（ーター）見本市[1]
  - until You come to me.
  - Carnage
  - 西荻窪駅徒歩20分2LDK敷礼2ヶ月ペット不可
  - HILL CLIMB GIRL
  - ME!ME!ME!
  - 安彦良和・板野一郎 原撮集（整音）
  - 龍の歯医者
- 2015年
  - 超爆裂異次元メンコバトル ギガントシューター つかさα
  - 日本アニメ（ーター）見本市
  - I can Friday by day!
  - イブセキヨルニ
  - evangelion:Another Impact（Confidential）
  - ENDLESS NIGHT
  - おばけちゃん
  - Kanón
  - GIRL
  - 偶像戦域
  - コント ころしや 1989
  - ザ・ウルトラマン
  - 三本の証言者
  - 神速のRouge
  - 新世紀いんぱくつ。
  - 世界の国からこんにちは（整音）
  - SEX and VIOLENCE with MACHSPEED
  - そこからの明日。
  - 旅のロボから
  - 月影のトキオ
  - 電光超人グリッドマン
  - POWER PLANT No.33
  - ハンマーヘッド
  - ヒストリー機関
  - ブブとブブリーナ
  - ME!ME!ME! CHRONIC feat.daoko／TeddyLoid（整音） ※八巻大樹と共同
  - (Making of) evangelion:Another Impact（整音） ※八巻大樹と共同
  - ヤマデロイド（整音）
- 2016年
  - ガールフレンド（♪）
  - ゾンミちゃん
- 2018年
  - タヌキとキツネ
- 2021年
  - おしえて北斎！-THE ANIMATION-

### ドラマCD
- ショートでごめんね（録音調整）

#### BLCD
- 官能小説家シリーズ
  - 官能小説家を調教中（録音調整）
  - 官能小説家は発情中（録音調整）
- calling コーリング（録音調整）
- 世紀末★ダーリンシリーズ
  - 世紀末★ダーリン タカオガ二人の幸せ温泉編（録音エンジニア）
  - 世紀末★ダーリン トドタケ北海道編（録音エンジニア）
- ニッポニア・ニッポン（録音エンジニア）
- 伯爵はラブゲームがお好き（録音調整）
- 花嫁はマリッジブルー（録音調整）
- ビューティフル・サンデー（録音調整）

### その他
- 新世紀エヴァンゲリオン リニューアルDVD（リミックス）[1] ※神原聖と連名
- 巨神兵東京に現わる（整音）[1]
- 女生徒
- クロスロード Z会のPV ※整音も兼任
- シン・ゴジラ（整音）[1]
- 押絵ト旅スル男
- シン・ウルトラマン（整音）
- シン・仮面ライダー（整音）